# 德威特縣 (伊利諾伊州)
德威特縣是位於美国伊利诺伊州中部的一個縣，面積1,049平方公里。根据2020年美國人口普查，共有人口15,516人。縣治克林頓（Clinton）。該縣成立於1839年3月1日，縣名紀念纽约州第七、九任州長德威特·克林顿。